# Бранко Ћопић
Бранко Ћопић (Хашани, 1. јануар 1915 — Београд, 26. март 1984) био је српски и југословенски књижевник. Писао је поезију, приповетке и романе, а прославио се својим причама за децу и младе, често смештеним у време Другог светског рата у револуционарној Југославији, писаним са његовим карактеристичним хумором у виду подсмеха, сатире и ироније.
Као професионални писац, Ћопић је био веома популаран и његове књиге су се продавале у великом броју примерака. То му је омогућило да живи искључиво од својих списа, што је било реткост за тадашње југословенске писце. Квалитет његових списа довео га је до укључивања у наставни план и програм основне школе, што је значило да су неке од његових прича нашле пут у уџбеницима, а неки романи постали обавезна лектира.
Почетком 1950-их писао је и сатиричне приче, критикујући друштвене и политичке аномалије и личности из тадашњег политичког живота земље, због чега је сматран дисидентом и „јеретиком“, и морао је да се правда партијској хијерархији.
Основну школу завршио је у родном месту, нижу гимназију у Бихаћу, а Учитељску школу похађао је у Бањој Луци, Делницама и Сарајеву, те је завршио у Карловцу. На Филозофском факултету у Београду дипломирао је 1940. године на групи за педагогију. Прву причу објавио је 1928. године, а прву приповетку 1936. Његова дела су, између осталих, превођена на енглески, немачки, француски и руски језик. Био је члан Српске академије наука и уметности (САНУ) и Академије наука и умјетности Босне и Херцеговине (АНУБиХ). Извршио је самоубиство скоком са Моста братства и јединства, 26. марта 1984. године. Сахрањен је у Алеји заслужних грађана на Новом гробљу у Београду.

## Биографија

### Детињство и младост
Ћопић је рођен 1. јануара 1915. године у селу Хашани, код Босанске Крупе, у Босанској крајини, у западној Босни. У исто време, његов отац Вид, као војник Аустроугарске армије, борио се негде на фронту у Карпатима, а његов стриц Ниџо, српски добровољац, борио се у Српској војсци против Аустроугарске. Кад му је било четири године, умро му је отац. Ћопић је, заједно са млађим братом и сестром, остао да живи поред мајке Соје, деде Радета и стрица Ниџе. Прва прочитана књига била му је Мигел Сервантес коју је, негде у трећем разреду, купио од учитељице. У тој књизи био је описан живот славног шпанског писца Сервантеса, скупа са неколико одломака из његовог романа Дон Кихот. Следеће прочитане књиге биле су Доживљаји једног вука, па Доживљаји једне корњаче.
Прво штампано дело објавио је са четрнаест година у омладинском часопису Венац, 1928. године. Основну школу је завршио у родном месту, а нижу гимназију у Бихаћу. Ћопић је похађао Учитељску школу у Бањој Луци, Делницама и Сарајеву, а завршио у Карловцу. По завршетку Учитељске школе, уписао се на Филозофски факултет у Београду, на групу за педагогију, и дипломирао 1940. године. Већ као студент, афирмисао се као даровит писац и скренуо на себе пажњу књижевне критике, између осталог пишући у „Политици”, где му је уредник Живко Милићевић у књижевном додатку објавио тек шесту послату приповетку — Смртно руво Соје Чубрилове (Политика, 8. 5. 1936). „Тај датум сам запамтио за читав живот”, исповедао се доцније. „Имао сам двадесет једну годину… Заредао ја онда да објављујем приче у ’Политици’, мјесечно по двије, чак и три... ”. Признао је да се по доласку у Београд 1936. године „плашио великог града“ и да је посебно бринуо да би се могао изгубити.

### Живот током рата
1939. године је добио новоустановљену Награду „Милан Ракић”. Уочи Другог светског рата, налазио се у Ђачком батаљону у Марибору. Позвали су га да буде члан Крајишког пролетерског одреда. У борбама под Грмечом изгубио је брата Рајка и сестру Смиљку, која је имала 21 годину. У данима Априлског рата он је, са групом својих другова, покушао да пружи отпор непријатељу код Мркоњић Града. После тога је отишао у свој родни крај, а са почетком устанка, ступио је у редове устаника и међу њима остао током целе Народноослободилачке борбе. Све време рата био је ратни дописник заједно с нераздвојним пријатељем и кумом, књижевником Скендером Куленовићем. Током устанка у Босанској крајини 1941. године одлази у партизане и у њиховим редовима остаје до краја Другог светског рата. У марту 1941. је добио награду за дело Борци и бегунци. Био је политички комесар свог одреда, ратни дописник листа Борба и културни пролетер. Тај период његовог живота утицао је на велики део његовог књижевног рада, што се може видети по темама о којима ће даље писати. После рата, један је од оснивача дечјег листа Пионир и његов уредник, а потом је почео професионално да се бави књижевношћу.

### Живот након рата
Добитник је Партизанске споменице 1941. По завршетку рата вратио се у Београд где је до 1949. радио као уредник у неколико часописа, укључујући и дечји часопис Пионир. 16. децембра 1965. постао је ванредни члан Српске академије наука и уметности, а 7. марта 1968. изабран је у пуноправно чланство. Био је и члан Академије наука и уметности Босне и Херцеговине (АНУБиХ). Дела су му превођена на руски, енглески, француски, немачки, украјински, пољски, чешки, бугарски, румунски, словеначки и мађарски језик. Своју животну сапутницу Богданку Цицу Илић, педијатра, упознао је крајем 1945. године, венчали су се пет година касније. Последњу деценију живота провели су у згради преко пута „Београђанке”.
У једном интервјуу, познати писац причао је и о политици, о својој чувеној „Јеретичкој причи” због које га је партија прогањала и на крају искључила из својих редова. Тито је на конгресу АФЖ-а у Загребу бесно рекао за њега: „Он лаже, он је изнео неистину.” А на то је Титу без пардона одговорила Бранкова мајка Стоја: „Мој Бранко никад не лаже.”
„А ја шта ћу после свих тих претњи, на врата стана залепим исечак из новина у којима су пренете Титове речи да ме ипак неће ухапсити. Тако сам се бранио, ако дођу да ме воде у бајбок, када прочитају текст на вратима, неће имати храбрости да зазвоне”, причао је Ћопић.

### Позни дани и смрт
Цели радни и животни век након Другог светског рата Бранко Ћопић је провео у Београду, али је често путовао по Југославији и другим европским државама. Писац је извршио самоубиство увече 26. марта 1984. године, бацивши се са Бранковог моста на кеј поред реке.

## Књижевно дело
Најраније од 1951. године до смрти, Бранко Ћопић је био професионални писац, који је живео искључиво од својих списа, јер су се његове књиге, због његове популарности, продавале у милионским тиражима, како у Југославији, тако и у иностранству.
Његова прва објављена приповетка била је Смртно руво Соје Чубрилове („Посмртни огртач Соје Чубрилове“), штампана 1936. године у београдском дневном листу Политика. Уредник Политике Жика Милићевић био је познат по својој строгости и у почетку је одбијао многе друге Ћопићеве приче, али је наставио да их пише и шаље Милићевићу све док није одлучио да их штампа у новинама. Милићевић је обећао да ће сваког месеца објављивати по две његове приче, ако буду добре. Пре 1941. године и избијања Другог светског рата у Југославији, Политика је објавила 125 његових прича. Ову сарадњу са Политиком, Ћопић је сматрао „великим подстицајем” и „почетком озбиљне књижевне афирмације”.
Прву збирку приповедака Ћопић је објавио 1938. године и наставио да пише током целог рата. Прве две објављене збирке, под насловима Под Грмечом и Борци и бјегунци, посветио је својој домовини, Босни и Херцеговини. Ове збирке приповедака доказале су његов приповедачки дар, а уследиле су и друге, међу којима и Планинци. Године 1939. добио је Награду „Милан Ракић”, са новчаном наградом од 1.000 динара, због чега је прогласио „Био сам богатији од цара“. Био је уредник часописа Пионир од 1944. до 1949. године и члан редакције Савременика.
Регионални знак његове прозе препознаје се у ликовима, локацијама, темама и језику његовог родног краја, Босанске крајине. Његова предратна проза била је претежно лирска (збирке Роса на бајонетима, 1946), Свети магарац и друге приче, Сурова школа, 1948. али је после рата лирско подредио идеолошком и друштвено ангажованом. Његове приповетке често су описиване као „приче дечака сањара“.
Објавио је збирке песама Огњено рађање домовине и Ратниково прољеће. Остале збирке приповедака Љубав и смрт. Ћопић је ратне приповетке обогатио хумором и комичним елементима, док је у романима Пролом и Глуви барут дао широку прозу фреске првих ратних година у Босанској Крајини. Прекретница у његовом послератном развоју била је Доживљаји Николетине Бурсаћа. Романи Не тугуј, бронзана стражо и Осма офанзива баве се државно организованом колонизацијом становништва Крајине у покрајину Војводину.
Збирку Башта сљезове боје отвара писмо које је Ћопић писао свом покојном пријатељу Зији Диздаревићу (1916–42). У њему, Ћопић поставља оквир писања као спас од смрти и мрачних визија коњаника апокалипсе. Он свет сагледава из перспективе добрих „будала“, али упркос донкихотовском жару и хумору, пробија се осећај туге, стрепње, разочарања и антиутопијских ситуација. У наставку, Дани црвеног сљеза (прев. „Дани црвеног сљеза”), све то еволуира у колапс друштвених идеала као скупо плаћених илузија.
Писао је и дечију поезију и прозу. Најпознатија дела су Приче партизанке, Насмејана свеска, У царству лептирова и медведа, Вратоломне приче, Јежева кућица, Доживљаји мачка Тоше, Орлови рано лете, итд.

## Екранизације на филму и ТВ
Играни филмови:
- Живјеће овај народ (1947), дугометражни филм, оригинални сценарио, режија Никола Поповић, Јадран филм, Загреб
- Мајор Баук (1951), дугометражни филм, оригинални сценарио, режија Никола Поповић, Босна филм, Сарајево
- Николетина Бурсаћ (1964), дугометражни филм, екранизација истоименог романа, режија Бранко Бауер, Јадран филм, Загреб
- Орлови рано лете (1966), дугометражни филм, екранизација истоименог романа, режија Соја Јовановић, Авала филм, Београд
- Хајдучка времена (1977), дугометражни филм, екранизација збирки приповедака, режија Владимир Тадеј, Јадран филм, Загреб
- Глуви барут (1990), дугометражни филм, по мотивима истоименог романа, режија Бахрудин Бато Ченгић, ДП Форум, Сарајево, Београд филм, Београд, Јадран филм, Загреб

## Награде и почасти
Сматра се једним од највећих дечјих писаца рођених на југословенским просторима. За књижевни рад добио је, међу осталим, Награду АВНОЈ-а и Његошеву награду (обе 1972). Носилац је Партизанске споменице 1941. и других високих југословенских одликовања, међу којима су — Орден југословенске заставе са лентом, Орден заслуга за народ са златном звездом, Орден братства и јединства са златним венцем, Орден Републике са сребрним венцем и Орден заслуга за народ са сребрним зрацима.
Свој стан у Београду, Улица краља Милана 23, у ком је живео од 1972. до смрти, поклонио је САНУ. Пуриша Ђорђевић је 2015. године режирао документарни филм „Мала моја из Босанске Крупе“ посвећен Бранку Ћопићу. Сваке године се одржава симпозијум о Бранку Ћопићу, 2019. је био у Бечу.

## Дела

### Збирке приповедака
- Под Грмечом (1938)
- Борци и бјегунци (1939)[31]
- Планинци (1940)
- Роса на бајонетима (1946)
- Свети магарац (1946)
- Сурова школа (1948)
- Људи с репом (1949)
- Одабране ратне приповетке (1950)
- Изабране хумористичке приче (1952)
- Љубав и смрт (1953)
- Драги ликови (1953)
- Доживљаји Николетине Бурсаћа (1955)
- Дјечак прати змаја (1956)
- Горки мед (1959)
- Башта сљезове боје (1970)
- Василиса и монах (1975)
- Скити јуре зеца (1977)

### Романи
- Пролом (1952)
- Глуви барут (1957)
- Не тугуј бронзана стражо (1958)
- Осма офанзива (1964)
- Делије на Бихаћу (1975)

### Збирке песама
- Огњено рађање домовине (1944)
- Пјесме (1945)
- Ратниково прољеће (1947)

### Комедије
- Доживљаји Вука Бубала
- Одумирање међеда

### Дела за децу
- У свијету медвједа и лептирова (1940), приповетке
- Приче партизанке (1944), приповетке
- Пјесме пионирке (1945), песме
- Бојна лира пионира (1945), песме
- Дружина јунака (1945), приповетке
- Бајка о сестри Ковиљки (1946), проза
- Доживљаји кума Торбе (1946), приповетке
- Вратоломне приче (1947), приповетке
- Армија одбрана твоја (1947), песме
- Сунчана република (1948), песме
- Рудар и мјесец (1948), песме
- Јежева кућица (1949), песма
- Приче испод змајевих крила (1950), приповетке
- Пијетао и мачка (1952), приповетке
- Доживљаји мачка Тоше (1954), приповетке
- Распјевани цврчак (1955), песме
- Лалај Бао, чаробна шума (1957), песме
- Орлови рано лете (1957), роман
- Босоного дјетињство (1957), приповетке
- Партизанске тужне бајке (1958), приповетке
- Вечерње приче, (1958), приче у стиху
- Дједа Тришин млин (1960), збирка песама
- Приче занесеног дјечака (1960), приповетке
- Магареће године (1960), роман
- Рибар и мачак (1960), песме
- Славно војевање (1961), роман
- Мјесец и његова бака (1962), песме
- Чаробна шума (1962), песме
- Битка у Златној долини (1963), роман
- Крава са дрвеном ногом (1963), приповетке
- Приче за најмлађе (1963), приповетке
- Шаров у земљи бајки (1964), приповетке
- Мала моја из Босанске Крупе (1971), песме
- Глава у кланцу, ноге на вранцу (1971), приповетке
- Лијан води караване (1975), приповетке

### Сабрана дела
- Објављена у 12 књига, 1960.
- Објављена у 14 књига, 1978.
- Објављена 1983.[32]